# Intel Nehalem
Nehalem, parte de la primera generación, es el nombre en clave utilizado para designar a la microarquitectura de procesadores Intel, sucesora de la microarquitectura Intel Core. El primer procesador lanzado con la arquitectura Nehalem ha sido el procesador de sobremesa Intel Core i7, lanzado el día 15 de noviembre de 2008 en Tokio y el 17 de noviembre de 2008 en los Estados Unidos. El primer ordenador en usar procesadores Xeon basados en Nehalem ha sido la estación de trabajo Mac Pro en el 3 de marzo de 2009. Los procesadores Xeon EX basados en Nehalem que son para grandes servidores están previstos para el cuarto trimestre de 2009. Los procesadores para los portátiles basados en Nehalem se empezaron a ver a partir de 2010.
Los iniciales procesadores basados en Nehalem usan los mismos métodos de fabricación de 45 nm como Penryn. En el Intel Developer Forum Fall 2007, se presentó un sistema con dos procesadores basados en Nehalem, y un buen número de ordenadores basados en procesadores Nehalem se mostraron en el Computex del junio de 2008.

## Tecnología

Microarquitectura de la implementación de cuatro núcleos.

Varias fuentes han listado las especificaciones de los procesadores de la familia Nehalem:
- Procesadores de dos, cuatro, seis u ocho núcleos

- 731 millones de transistores para la variante de cuatro núcleos y 1170 millones de transistores para la variante de seis núcleos (Core i7 980XE)

- Proceso de fabricación a 45 nm o 32 nm
- Controlador de memoria integrado que soporta 2 o 3 canales de memoria de DDR3 SDRAM o cuatro canales FB-DIMM
- Procesador de gráficos integrado (IGP) localizado en off-die, pero en el mismo paquete de CPU.
- Un nuevo procesador de interconexión punto-a-punto, el Intel QuickPath Interconnect, reemplazando al FSB.

- Algunos procesadores implementan DMI en cambio del FSB y lo hace con el northbridge de la placa base.

- Multihilo simultáneo por múltiples núcleos, llamado HyperThreading, que activa dos hilos por núcleo. Multithreading simultáneo no ha estado presente en los procesadores de ordenadores de consumo desde 2006 con el Pentium 4 y el Pentium XE. Intel ha reintroducido SMT con la arquitectura Intel Atom.
- Nativos (monolíticos, es decir, todos los procesadores en un encapsulo) procesador de doble-núcleo y cuádruple-núcleo.
- Las siguientes capacidades de la memoria caché: 32 KiB L1 de instrucción y 32 KiB L1 de caché para datos por núcleo; 256 KiB L2 caché por núcleo, 2 MiB L3 caché por núcleo.

## Mejora del rendimiento y del consumo energético
Se ha reportado de que los procesadores Nehalem tienen una mejora en rendimiento, que se ve incrementada por aumentar el tamaño de los núcleos. Comparado con Penryn, los procesadores Nehalem van a tener una mejora de:
- 1,1x a 1,25x con un único hilo de rendimiento o 1,2x a 2x de mejora con múltiples hilos al mismo consumo energético.

- 30% menos de consumo usado al mismo rendimiento.

- Acordando a una previsualización de AnandTech, estima que un 20-30% de mejora comparado con Penryn aumenta un 10% de consumo.

- Básico núcleo, reloj por reloj, Nehalem prové un aumento de 15-20% en mejora comparado con Penryn.

## Variables
Estas tablas listan todos los procesadores de la arquitectura Nehalem posibles. La tabla es ordenada según descienda el rendimiento, lo cual implica en que baja el precio y baja el consumo. Los procesadores lanzados están en negrita.
| Código-nombre | Mercado                        | Núcleos (Hilos) | Socket   | Nombre          | Número de procesador | Velocidad | Velocidad           | Velocidad         | Turbo | TDP          | Interfaz        | Interfaz              | Interfaz   | L3 caché | Lanzamiento | 1k Unit Precio       |
| Código-nombre | Mercado                        | Núcleos (Hilos) | Socket   | Nombre          | Número de procesador | Base      | Núcleo              | Desactivar núcleo | Turbo | TDP          | Chipset         | Memoria               | PCIe       | L3 caché | Lanzamiento | 1k Unit Precio       |
| ------------- | ------------------------------ | --------------- | -------- | --------------- | -------------------- | --------- | ------------------- | ----------------- | ----- | ------------ | --------------- | --------------------- | ---------- | -------- | ----------- | -------------------- |
| Beckton       | Servidor MP                    | 8 (16)          | LGA-1567 |                 |                      |           |                     |                   |       | 130/105/90 W | 4x QPI          | 4x FB-DIMM            | n/a        | 24 MiB   | Q1 2010     |                      |
| Gainestown    | Servidor DP                    | 4 (8)           | LGA-1366 | Xeon            | W5580                | 133 MHz   | 3,2 GHz             |                   | Sí    | 130 W        | 2x QPI 6,4 GT/s | 3x DDR3 1333 MT/s     | n/a        | 8 MiB    | 29 Mar 2009 | $1600                |
| Gainestown    | Servidor DP                    | 4 (8)           | LGA-1366 | Xeon            | X5570, X5560, X5550  | 133 MHz   | 2,93; 2,8; 2,66 GHz |                   | Sí    | 95 W         | 2x QPI 6,4 GT/s | 3x DDR3 1333 MT/s     | n/a        | 8 MiB    | 29 Mar 2009 | $1.386; $1.172; $958 |
| Gainestown    | Servidor DP                    | 4 (8)           | LGA-1366 | Xeon            | E5540, E5530, E5520  | 133 MHz   | 2,53; 2,4; 2,26 GHz |                   | Sí    | 80 W         | 2x 5,86 GT/s    | 3x DDR3 1066 MT/s     | n/a        | 8 MiB    | 29 Mar 2009 | $744; $530; $373     |
| Gainestown    | Servidor DP                    | 4 (8)           | LGA-1366 | Xeon            | L5520                | 133 MHz   | 2,26 GHz            |                   | Sí    | 60 W         | 2x 5,86 GT/s    | 3x DDR3 1066 MT/s     | n/a        | 8 MiB    | 29 Mar 2009 |                      |
| Gainestown    | Servidor DP                    | 4 (4)           | LGA-1366 | Xeon            | E5506                | 133 MHz   | 2,13 GHz            |                   | No    | 80 W         | 2x 4,80 GT/s    | 3x DDR3 800 MT/s      | n/a        | 4 MiB    | 29 Mar 2009 | $266                 |
| Gainestown    | Servidor DP                    | 4 (4)           | LGA-1366 | Xeon            | L5506                | 133 MHz   | 2,13 GHz            |                   | No    | 60 W         | 2x 4,80 GT/s    | 3x DDR3 800 MT/s      | n/a        | 4 MiB    | 29 Mar 2009 |                      |
| Gainestown    | Servidor DP                    | 4 (4)           | LGA-1366 | Xeon            | E5504                | 133 MHz   | 2 GHz               |                   | No    | 80 W         | 2x 4,80 GT/s    | 3x DDR3 800 MT/s      | n/a        | 4 MiB    | 29 Mar 2009 | $224                 |
| Gainestown    | Servidor DP                    | 2 (2)           | LGA-1366 | Xeon            | E5502                | 133 MHz   | 1,86 GHz            |                   | No    | 80 W         | 2x 4,80 GT/s    | 3x DDR3 800 MT/s      | n/a        | 4 MiB    | 29 Mar 2009 | $188                 |
| Bloomfield    | Servidor UP                    | 4 (8)           | LGA-1366 | Xeon            | W3570                | 133 MHz   | 3,2 GHz             |                   | Sí    | 130 W        | 1x QPI 6,4 GT/s | 3x DDR3 800–1066 MT/s | n/a        | 8 MiB    | 29 Mar 2009 | $999                 |
| Bloomfield    | Servidor UP                    | 4 (8)           | LGA-1366 | Xeon            | W3540                | 133 MHz   | 2,93 GHz            |                   | Sí    | 130 W        | 1x QPI 4,8 GT/s | 3x DDR3 800–1066 MT/s | n/a        | 8 MiB    | 29 Mar 2009 | $562                 |
| Bloomfield    | Servidor UP                    | 4 (8)           | LGA-1366 | Xeon            | W3520                | 133 MHz   | 2,66 GHz            |                   | Sí    | 130 W        | 1x QPI 4,8 GT/s | 3x DDR3 800–1066 MT/s | n/a        | 8 MiB    | 29 Mar 2009 | $284                 |
| Bloomfield    | Sobremesas de alto rendimiento | 4 (8)           | LGA-1366 | Core i7 Extreme | 975                  | 133 MHz   | 3,33 GHz            |                   | Sí    | 130 W        | 1x QPI 6,4 GT/s | 3x DDR3 800–1066 MT/s | n/a        | 8 MiB    | Q2 2009     | $999                 |
| Bloomfield    | Sobremesas de alto rendimiento | 4 (8)           | LGA-1366 | Core i7 Extreme | 965                  | 133 MHz   | 3,20 GHz            | 2,66 GHz          | Sí    | 130 W        | 1x QPI 6,4 GT/s | 3x DDR3 800–1066 MT/s | n/a        | 8 MiB    | 17 Nov 2008 | $999                 |
| Bloomfield    | Sobremesas de alto rendimiento | 4 (8)           | LGA-1366 | Core i7         | 950                  | 133 MHz   | 3,06 GHz            |                   | Sí    | 130 W        | 1x QPI 4,8 GT/s | 3x DDR3 800–1066 MT/s | n/a        | 8 MiB    | Q2 2009     | $562                 |
| Bloomfield    | Sobremesas de alto rendimiento | 4 (8)           | LGA-1366 | Core i7         | 940                  | 133 MHz   | 2,93 GHz            | 2,13 GHz          | Sí    | 130 W        | 1x QPI 4,8 GT/s | 3x DDR3 800–1066 MT/s | n/a        | 8 MiB    | 17 Nov 2008 | $562                 |
| Bloomfield    | Sobremesas de alto rendimiento | 4 (8)           | LGA-1366 | Core i7         | 920                  | 133 MHz   | 2,66 GHz            | 2,13 GHz          | Sí    | 130 W        | 1x QPI 4,8 GT/s | 3x DDR3 800–1066 MT/s | n/a        | 8 MiB    | 17 Nov 2008 | $284                 |
| Lynnfield     | Sobremesa                      | 4 (8)           | LGA-1156 | Core i5         |                      | 133 MHz   | 2,66 GHz            |                   |       | 95 W         | 2x/4x DMI       | 2x DDR3               | 1x16 / 2x8 | 8 MiB    | Q3 2009     | $186 ?               |
| Clarksfield   | Portátiles                     | 4 (8)           | mPGA-989 |                 |                      |           |                     |                   |       | 55/45 W      | 2x/4x DMI       | 2x DDR3               | 1x16 / 2x8 | 8 MiB    | H2 2009 ?   |                      |